# Piotr Nguyễn Văn Tự
Piotr Nguyễn Văn Tự (wiet. Phêrô Nguyễn Văn Tự) (ur. ok. 1796 r. w Ninh Cường w Wietnamie – zm. 5 września 1838 r. w Bắc Ninh w Wietnamie) – dominikanin, męczennik, święty Kościoła katolickiego.
Piotr Nguyễn Văn Tự urodził się we wsi Ninh Cường w prowincji Nam Định. Święcenia kapłańskie przyjął w 1826 r., a wkrótce po tym został dominikaninem. Pracował w wielu parafiach. Podczas prześladowań został zdradzony i aresztowany w czerwcu 1838 r. Przez trzy miesiące przebywał w więzieniu. Stracono go 5 września 1838 r. razem z Józefem Hoàng Lương Cảnh.
Dzień wspomnienia: 24 listopada w grupie 117 męczenników wietnamskich.
Beatyfikowany 27 maja 1900 r. przez Leona XIII, kanonizowany przez Jana Pawła II 19 czerwca 1988 r. w grupie 117 męczenników wietnamskich.